# William Salice
William Salice (født 18. juli 1933, død 29. december 2016) var manden, der udtænkte kinderægget i 1970'erne, hvor han havde arbejdet for Ferrero siden 1960. Han var også en af bagmændene bag Ferrero Rocher. Han tog dog ikke selv æren for opfindelsen, men gav denne til firmaet.
Han opfandt kinderægget, fordi firmaet ønskede en måde at kunne sælge påskeæg, når det ikke var påske. Det månedlige chokoladeforbrug til Kinderæg vurderes til at dække et areal på 400.000 m2. Han trak sig tilbage i 2007 med en bonus på €400.000, som han investerede i at udvikle 13-18-årige børns talenter.